# Estação Conceição
A Estação Conceição é uma estação da Linha 1–Azul do Metrô de São Paulo. Foi uma das sete primeiras estações inauguradas na primeira linha de metrô da cidade, em 14 de setembro de 1974. Ela recebe este nome devido à antiga Estrada da Conceição, que passava pelo local onde a atual estação foi construída. Está situada no número 919 da Avenida Engenheiro Armando de Arruda Pereira.

## História

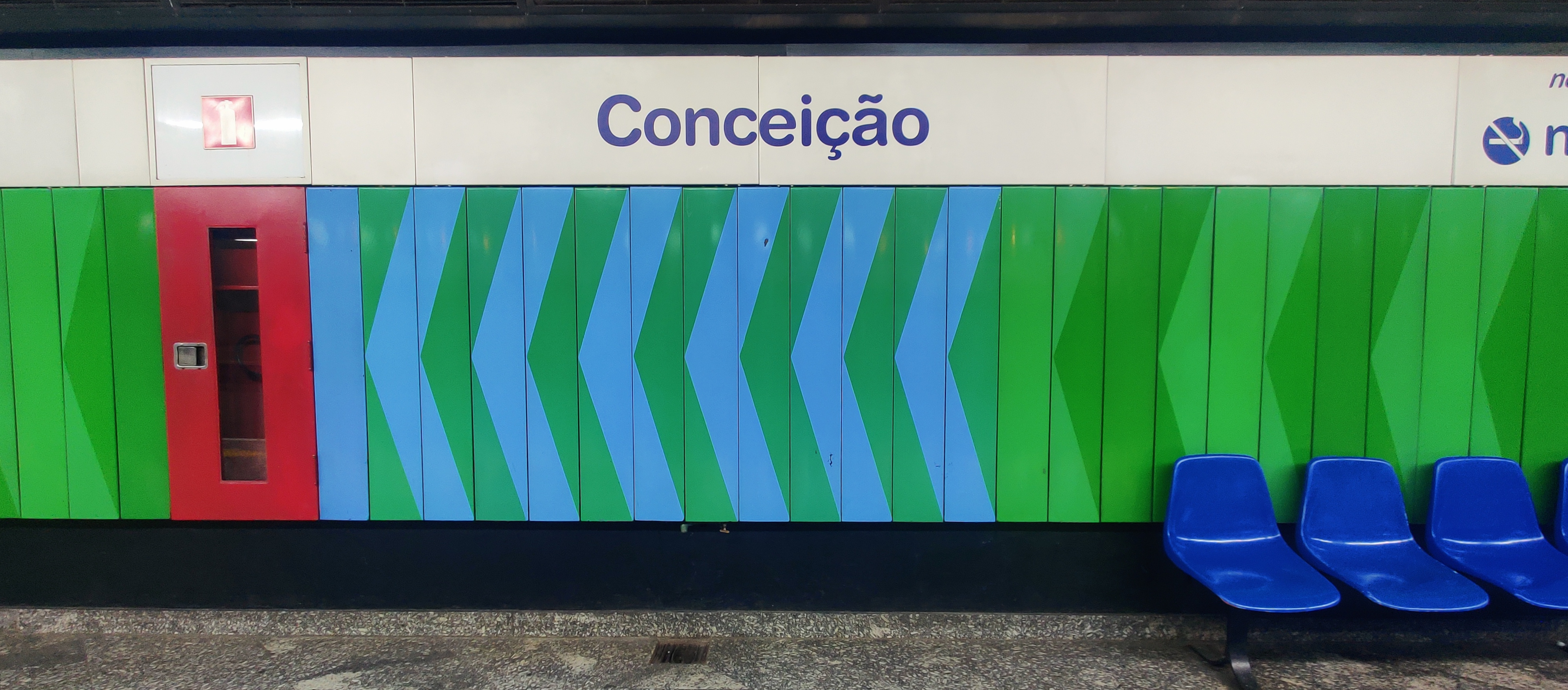
Estação Conceição

Situada no bairro de Vila Guarani, no distrito do Jabaquara, a estação foi responsável por um rápido crescimento urbano e valorização imobiliária ao seu redor. Em menos de dez anos após sua inauguração, as residências em suas imediações tiveram uma valorização de mais de 12.000%. Duas grandes empresas instalaram-se nos dois acessos da estação, que são separados pela Avenida Engenheiro Armando de Arruda Pereira. Em 1985, o Itaú inaugurou sua sede, conhecida como Centro Empresarial Itaú Conceição. Sete anos depois, na outra saída da estação foi inaugurado o Centro Empresarial do Aço, que é a maior estrutura metálica da América Latina e possui escritórios de diversas empresas renomadas do setor.

## Características

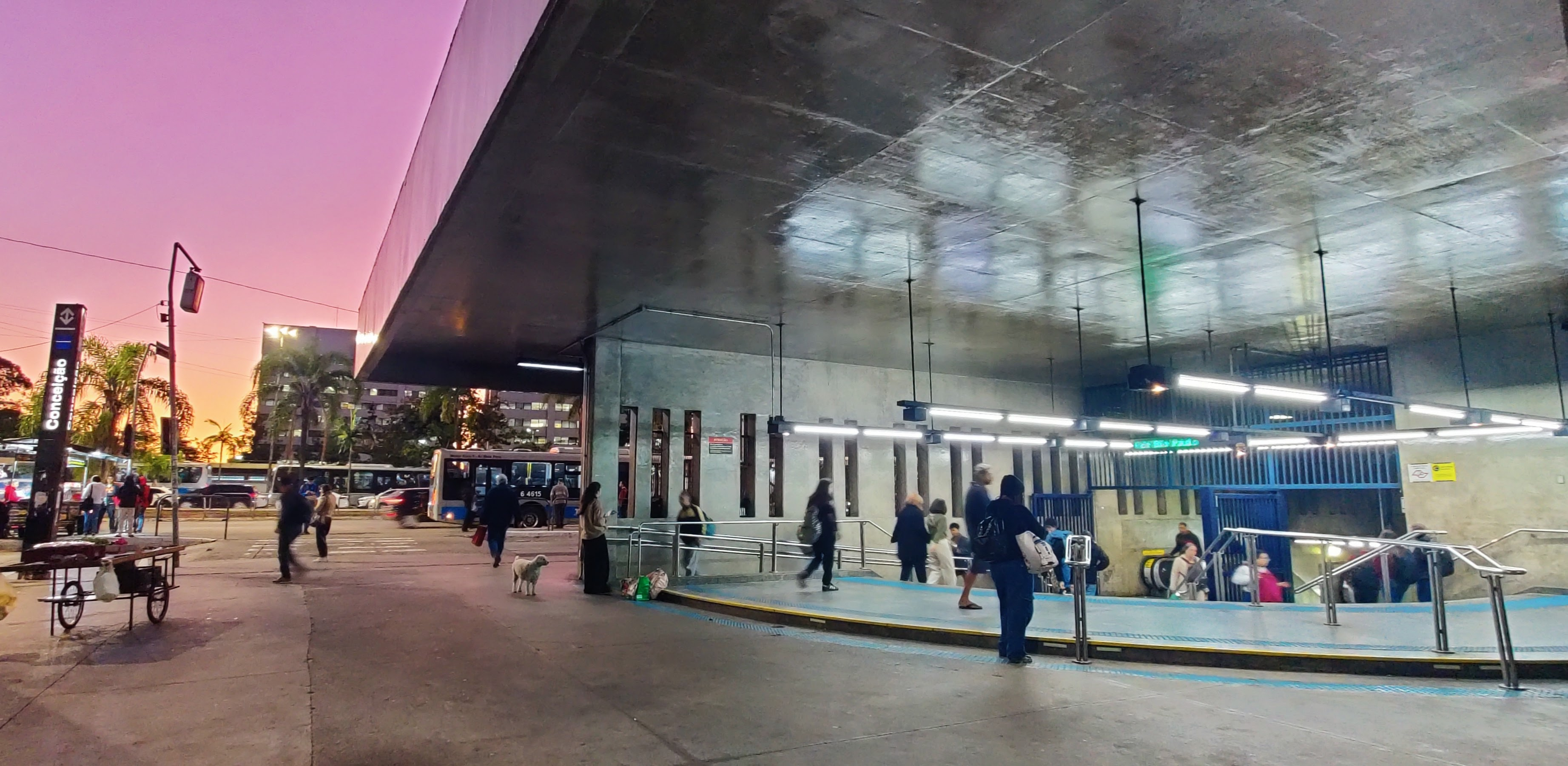
A entrada principal da estação fica no lado oriental da Avenida Engenheiro Armando de Arruda Pereira

A estação Conceição é subterrânea e fica entre as estações Jabaquara (ao sul) e São Judas (ao norte).
Possui 6.840 m² e capacidade para suportar até vinte mil passageiros no horário de pico. Em 2006, em média 31 mil passageiros entraram na estação em dias úteis. É uma estação subterrânea, com mezanino de distribuição e plataformas laterais com estrutura em concreto aparente.
A estação possui acessos nos dois lados, sendo cortada pela Avenida Engenheiro Armando de Arruda Pereira. Um deles no lado em que a avenida cruza com a Rua Guatapará e com a Avenida do Café, ou o lado em que está o Centro Empresarial do Aço, e outros dois no lado em que é cruzada pela Avenida Engenheiro George Corbisier, ou o lado onde se encontra a sede do banco Itaú.

## Obras de arte

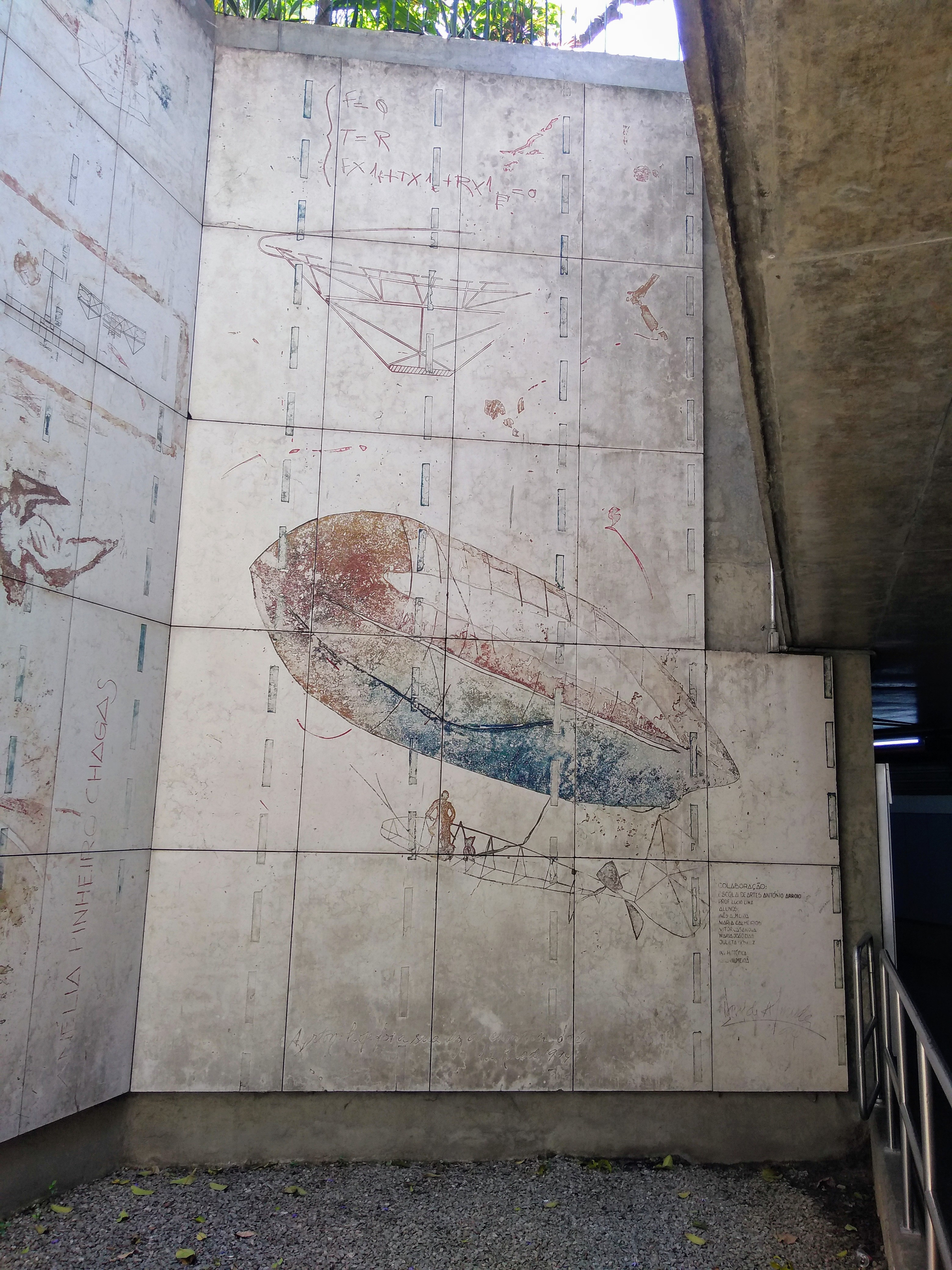
Obra de arte As Vias do céu, do artista David de Almeida (1994), um presente do Métro de Lisboa

Na estação existem dois painéis trípticos feitos pelo artista David de Almeida, chamados As Vias do Céu e As Vias da Água. Inaugurados em 1994, os painéis são feitos de bloco de vidraço de Moleanos, ácido e tinta automotiva, com as dimensões de 5,6 metros de largura por 12,30 metros de altura.

## Demanda
Segundo dados de 2018, Conceição possui uma demanda média de 42 mil passageiros por dia. A estação faz integração com um terminal de ônibus e o Itaú.

## Tabela
| Sigla | Estação   | Inauguração            | Capacidade                   | Integração               | Plataformas | Posição     | Notas                                      |
| ----- | --------- | ---------------------- | ---------------------------- | ------------------------ | ----------- | ----------- | ------------------------------------------ |
| CON   | Conceição | 14 de setembro de 1974 | 20 mil passageiros hora/pico | Bilhete Único da SPTrans | Laterais    | Subterrânea | Estação com estrutura de concreto aparente |

## Toponímia

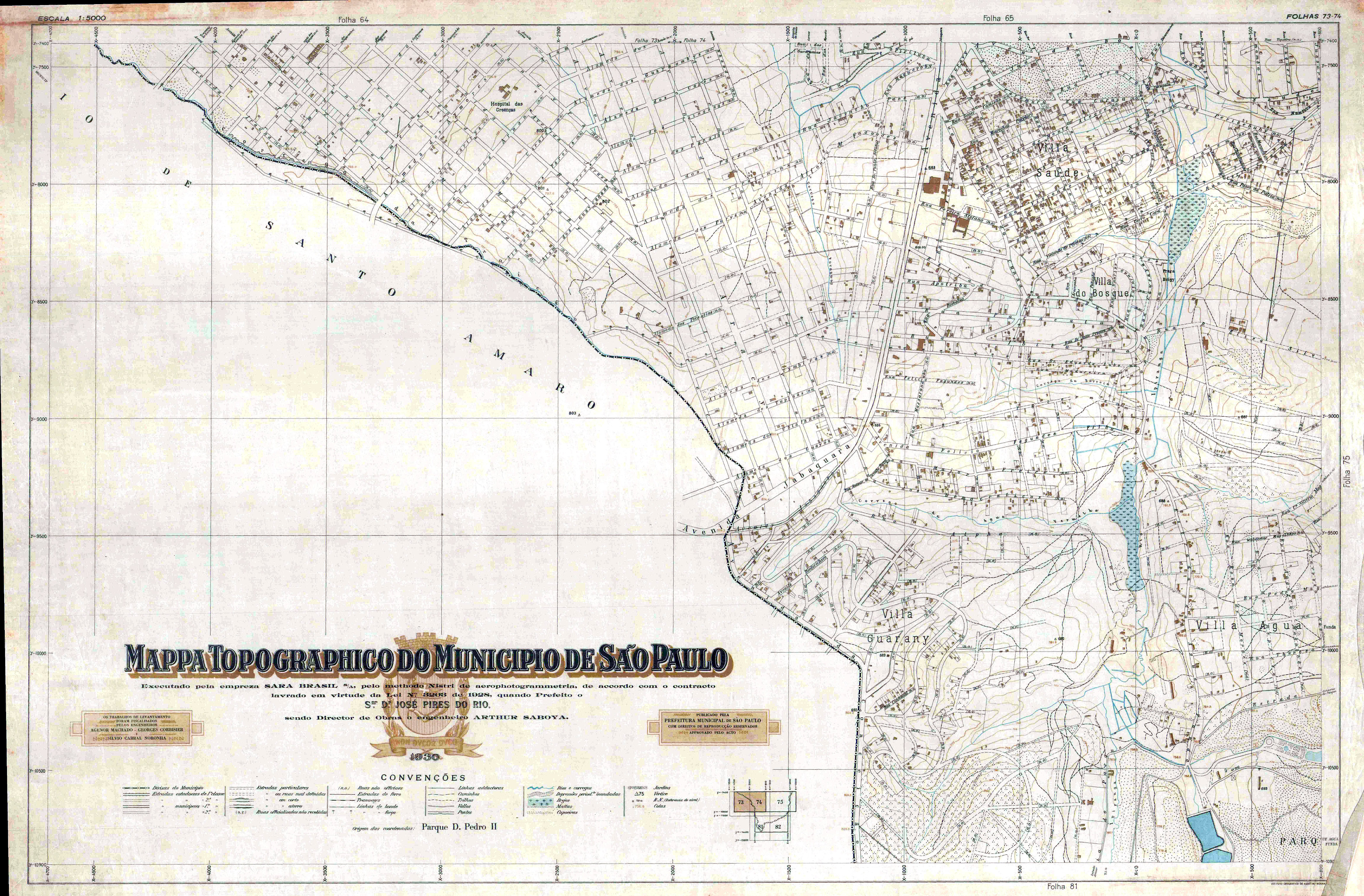
Mapa Topográfico dos Setores 73 e 74 da cidade de São Paulo (SARA, 1930). A Avenida Conceição aparece à direita da da legenda do mapa.

A estação 19 teve sua denominação estudada através do estudo Nomenclatura das estações do Metropolitano de São Paulo, elaborado pelo arquiteto Nestor Goulart Reis Filho. Segundo o estudo, as três sugestões de nome para a estação 19 foram:
- Conceição - antigo nome da Avenida Engenheiro Armando de Arruda Pereira
- Água Vermelha - nome do principal córrego da região, afluente do Riacho do Ipiranga
- Guarani - em alusão a Vila Guarani, bairro a leste da estação

De acordo com o estudo, o nome mais adequado seria Guarani. No entanto, a Companhia do Metropolitano de São Paulo escolheu Conceição. A Avenida Conceição foi aberta na Década de 1920, sendo compreendida entre a Avenida Jabaquara e a divisa com o município de Diadema. Em 1964 teve seu nome alterado para Avenida Engenheiro Armando de Arruda Pereira, embora parte da população ainda se referisse a ela pelo nome antigo.